# Leptoxis plicata
Leptoxis plicata је пуж из реда Sorbeoconcha и фамилије Pleuroceridae.

## Угроженост
Ова врста се сматра рањивом у погледу угрожености врсте од изумирања.

## Распрострањење
Држава Алабама у САД је једино познато природно станиште врсте.

## Станиште
Станиште врсте су слатководна подручја.